# Hey Man
Hey Man es el cuarto álbum de estudio de la banda de rock estadounidense Mr. Big, publicado en 1996 por el sello Atlantic Records. Sería el último álbum de la banda con el guitarrista Paul Gilbert hasta el lanzamiento de What If... en 2011.

## Lista de canciones
1. "Trapped in Toyland" (Paul Gilbert, Jeff Martin, Russ Parrish) - 4:24
2. "Take Cover" (Eric Martin, Gilbert, André Pessis) - 4:38
3. "Jane Doe" (Gilbert, Billy Sheehan, Pat Torpey) - 3:36
4. "Goin' Where the Wind Blows" (Martin, Pessis) - 4:19
5. "The Chain" (Martin, Pessis) - 3:46
6. "Where Do I Fit In?" (Martin, Gilbert, Pessis) - 4:22
7. "If That's What It Takes" (Martin, Sheehan, Torpey, Pessis, Tony Fanucchi) - 4:47
8. "Out of the Underground" (Gilbert) - 4:05
9. "Dancin' Right into the Flame" (Martin, Sheehan, Pessis) - 3:02
10. "Mama D." (Gilbert) - 4:32
11. "Fool Us Today" (Martin, Sheehan, Torpey) - 4:23

## Créditos
- Eric Martin – Voz
- Paul Gilbert – Guitarra
- Billy Sheehan – Bajo
- Pat Torpey – Batería